# Estação Norte 45
A Estação Norte 45 é uma das estações do Metrô da Cidade do México, situada na Cidade do México, entre a Estação Ferrería/Arena Ciudad de México e a Estação Vallejo. Administrada pelo Sistema de Transporte Colectivo, faz parte da Linha 6.
Foi inaugurada em 21 de dezembro de 1983. Localiza-se na Estrada Azcapotzalco La Villa. Atende o bairro Pueblo las Salinas, situado na demarcação territorial de Azcapotzalco. A estação registrou um movimento de 2.434.878 passageiros em 2016.